# Hugh Laurie

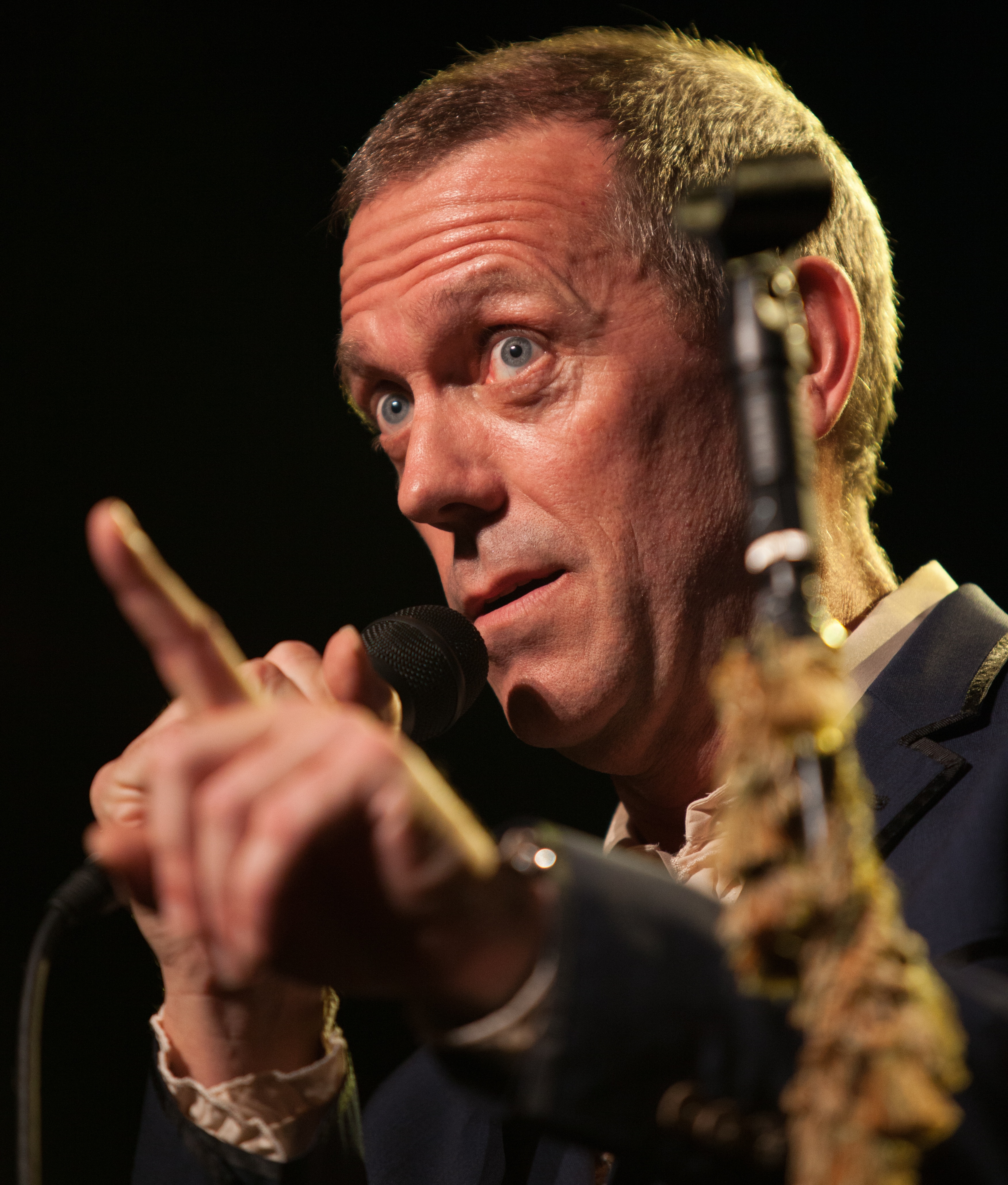
Hugh Laurie (2012)

James Hugh Calum Laurie, CBE (* 11. Juni 1959 in Oxford, Oxfordshire) ist ein britischer Schauspieler, Filmproduzent, Drehbuchautor, Komiker, Schriftsteller sowie Pianist, Gitarrist und Sänger. International bekannt wurde er besonders durch seine Darstellung des Dr. Gregory House in der Fernsehserie Dr. House.

## Leben
Nach seinem Schulabschluss am Eton College nahm Laurie an der Universität Cambridge ein Studium am Selwyn College auf (Abschluss in Anthropologie und Archäologie). Während des Studiums stieß er zu den Cambridge Footlights, einer Theatergruppe der Universität, die schon für viele britische Schauspieler und Entertainer den Ausgangspunkt einer erfolgreichen Karriere darstellte. Von 1980 bis 1981 leitete Laurie die Gruppe. Bei den Cambridge Footlights lernte er Emma Thompson kennen, mit der er eine Beziehung hatte und auch heute noch gut befreundet ist. Emma Thompson stellte Laurie 1980 das neue Theatergruppenmitglied Stephen Fry vor, Lauries späteren Partner in mehreren britischen Fernseh-Produktionen. Laurie bezeichnet Stephen Fry als seinen besten Freund.
Bei der britischen Ruder-Juniorenmeisterschaft 1977 belegte Laurie, der Sohn des Olympiasiegers von 1948 Ran Laurie, den ersten Platz im Zweier mit Steuermann, bei den Junioren-Weltmeisterschaften im selben Jahr belegte er in dieser Disziplin den vierten Platz. Noch heute ist Laurie Mitglied des exklusiven Leander Club. Laurie gehörte auch zum Cambridge-Achter im traditionsreichen Oxford and Cambridge Boat Race, der 1980 vom Oxford-Team mit eineinhalb Meter Vorsprung geschlagen wurde. Zudem erklärte er 2005 in einer Late-night-Show, mit dem Boxen begonnen zu haben.
Laurie ist ein passionierter Pianist und tritt zusammen mit anderen Prominenten als Sänger und Keyboarder der Wohltätigkeits-Rockgruppe Band From TV auf, in der die Schauspielkollegen Teri Hatcher (Gesang), Jesse Spencer (Geige) und James Denton (Gitarre) mitwirken.
Seit 1989 ist Laurie verheiratet. Mit seiner Frau, Jo Green, hat er drei Kinder. Sein jüngstes Kind und einzige Tochter Rebecca hatte eine Rolle im Film Wit (2001). Am 23. Mai 2007 wurde Laurie von Königin Elisabeth II. für seine Verdienste in der Schauspielkunst zum Officer des Order of the British Empire (OBE) ernannt und am 21. November 2018 zum Commander des Order of the British Empire (CBE).

## Künstlerischer Werdegang
1981 gewann Lauries Theatertruppe beim Edinburgh Festival Fringe den Perrier Comedy Award.
Von 1986 bis 1995 bildeten Hugh Laurie und Stephen Fry in der BBC-Sketch-Serie A Bit of Fry & Laurie ein erfolgreiches Comedy-Duo. Für die vier Staffeln dieser Reihe, die in insgesamt 26 Episoden ausgestrahlt wurde, schrieb Laurie auch die Drehbücher.
Hugh Laurie wurde durch zahlreiche Engagements einem breiten Publikum bekannt, zunächst hauptsächlich in britischen Comedy-Serien, wie z. B. der Blackadder-Reihe. Hugh Laurie ist ein großer Verehrer des Schriftstellers P. G. Wodehouse und übernahm Anfang der 1990er in der ITV-Verfilmung der Buchreihe Jeeves and Wooster die Rolle des Bertie Wooster neben Stephen Fry als Kammerdiener Jeeves. Daneben besetzte er auch Rollen in Spielfilmen, darunter in den Filmkomödien Peter’s Friends, 101 Dalmatiner und Maybe Baby und in Kinderbuchverfilmungen von Stuart Little.
Zugleich übernahm Laurie immer wieder Rollen jenseits des Comedy-Genres, wie etwa in einigen Episoden der Spionage-Serie Spooks, in der Jane-Austen-Verfilmung Sinn und Sinnlichkeit und in der Neuverfilmung von Der Flug des Phoenix. 2003 spielte er die Hauptrolle in der britischen Fernsehserie Dr. Slippery (OT: Fortysomething). Für seine Titelrolle des Dr. Gregory House in der Krankenhaus-Serie Dr. House (2004–2012), in der er mit amerikanischem Akzent spricht, wurde er siebenmal für den Emmy Award nominiert und 2006 und 2007 mit dem Golden Globe Award ausgezeichnet. Für die im September 2008 in den USA begonnene 5. Staffel erhielt Laurie für die Darstellung des Dr. House pro Folge 400.000 Dollar; also rund neun Millionen Dollar pro Jahr. Zum Start der 8. und letzten Staffel stieg sein Gehalt auf 700.000 Dollar pro Episode an.
Zudem spielte er 1986 im Musikvideo zum Titel Experiment IV von Kate Bush und 1992 zusammen mit John Malkovich im Musikvideo Walking on Broken Glass von Annie Lennox mit.
Hugh Laurie arbeitet auch als Schriftsteller. Im Jahr 1996 veröffentlichte er einen Roman (The Gun Seller), der bei Erscheinen in Großbritannien in die Bestsellerlisten kam. In Deutschland erschien das Buch 1999 unter dem Titel Der Waffenhändler, das im März 2008 unter dem Titel Bockmist neu aufgelegt wurde. Hugh Laurie arbeitet an seinem zweiten Roman: The Paper Soldier.
Am 29. April 2011 erschien sein Debütalbum Let Them Talk bei Warner Music. Bei der Aufnahme arbeitete er unter anderem mit Irma Thomas und Tom Jones zusammen. Das zweite Album Didn’t It Rain folgte am 6. Mai 2013.

## Diskografie

### Studioalben
| Jahr | Titel          | Höchstplatzierung, Gesamtwochen, AuszeichnungChartplatzierungen (Jahr, Titel, Platzierungen, Wochen, Auszeichnungen, Anmerkungen) | Höchstplatzierung, Gesamtwochen, AuszeichnungChartplatzierungen (Jahr, Titel, Platzierungen, Wochen, Auszeichnungen, Anmerkungen) | Höchstplatzierung, Gesamtwochen, AuszeichnungChartplatzierungen (Jahr, Titel, Platzierungen, Wochen, Auszeichnungen, Anmerkungen) | Höchstplatzierung, Gesamtwochen, AuszeichnungChartplatzierungen (Jahr, Titel, Platzierungen, Wochen, Auszeichnungen, Anmerkungen) | Höchstplatzierung, Gesamtwochen, AuszeichnungChartplatzierungen (Jahr, Titel, Platzierungen, Wochen, Auszeichnungen, Anmerkungen) | Anmerkungen                          |
| Jahr | Titel          | DE | AT | CH | UK | US | Anmerkungen                          |
| ---- | -------------- | --- | --- | --- | --- | --- | ------------------------------------ |
| 2011 | Let Them Talk  | DE8 (6 Wo.)DE | AT1 (18 Wo.)AT | CH4 (21 Wo.)CH | UK2 Gold · (26 Wo.)UK | US16 (9 Wo.)US | Erstveröffentlichung: 18. April 2011 |
| 2013 | Didn’t It Rain | DE41 (2 Wo.)DE | AT10 (5 Wo.)AT | CH3 (10 Wo.)CH | UK3 Silber · (12 Wo.)UK | US21 (6 Wo.)US | Erstveröffentlichung: 6. Mai 2013    |

### Livealben
- 2013: Hugh Laurie – Live on the Queen Mary

### Singles
| Jahr | Titel Album                          | Höchstplatzierung, Gesamtwochen, AuszeichnungChartplatzierungen (Jahr, Titel, Album, Platzierungen, Wochen, Auszeichnungen, Anmerkungen) | Höchstplatzierung, Gesamtwochen, AuszeichnungChartplatzierungen (Jahr, Titel, Album, Platzierungen, Wochen, Auszeichnungen, Anmerkungen) | Anmerkungen                          |
| Jahr | Titel Album                          | AT | US | Anmerkungen                          |
| --- | ------------------------------------ | --- | --- | ------------------------------------ |
| 2011 | You Don’t Know My Mind Let Them Talk | AT47 (1 Wo.)AT | — | Erstveröffentlichung: 11. April 2011 |
| Folgende Lieder erschienen nicht als Single, wurden aber durch das Album zum Download und Streaming bereitgestellt und konnten somit eine Platzierung erlangen: |                                      | | |                                      |
| |                                      | | |                                      |
| 2011 | Police Dog Blues Let Them Talk       | — | US58 (2 Wo.)US |                                      |

Weitere Singles
- 2011: Winin’ Boy Blues
- 2011: Hallelujah, I Love Her So
- 2013: Wild Honey

## Auszeichnungen für Musikverkäufe
| Goldene Schallplatte - Frankreich - 2013: für das Album Didn’t It Rain Platin-Schallplatte - Argentinien - 2012: für das Album Let Them Talk 2× Platin-Schallplatte - Frankreich - 2013: für das Album Let Them Talk - Polen - 2012: für das Album Let Them Talk |

Anmerkung: Auszeichnungen in Ländern aus den Charttabellen bzw. Chartboxen sind in ebendiesen zu finden.
| Land/RegionAuszeichnungen für Musikverkäufe (Land/Region, Auszeichnungen, Verkäufe, Quellen) | Silber  | Gold     | Platin     | Verkäufe | Quellen         |
| -------------------------------------------------------------------------------------------- | ------- | -------- | ---------- | -------- | --------------- |
| Argentinien (CAPIF)                                                                          | —       | —        | Platin1    | 40.000   | Einzelnachweise |
| Frankreich (SNEP)                                                                            | —       | Gold1    | 2× Platin2 | 250.000  | infodisc.fr     |
| Polen (ZPAV)                                                                                 | —       | —        | 2× Platin2 | 40.000   | olis.pl         |
| Vereinigtes Königreich (BPI)                                                                 | Silber1 | Gold1    | —          | 160.000  | bpi.co.uk       |
| Insgesamt                                                                                    | Silber1 | 2× Gold2 | 5× Platin5 |          |                 |

## Filmografie (Auswahl)

### Filme
- 1992: Peter’s Friends
- 1994: A Pin for the Butterfly
- 1995: Sinn und Sinnlichkeit (Sense and Sensibility)
- 1996: 101 Dalmatiner (101 Dalmatians)
- 1997: Ein Fall für die Borger (The Borrowers)
- 1997: Spiceworld – Der Film (Spice World)
- 1998: Cousine Bette (Cousin Bette)
- 1998: Der Mann in der eisernen Maske (The Man in the Iron Mask)
- 1999: Stuart Little
- 2000: Maybe Baby
- 2002: Stuart Little 2
- 2004: Der Flug des Phoenix (The Flight of the Phoenix)
- 2005: Stuart Little 3 (Stuart Little 3: Call of the Wild, Stimme von Frederick Little)
- 2008: Street Kings
- 2009: Monsters vs. Aliens (Stimme von Dr. Cockroach)
- 2011: Die Tochter meines besten Freundes (The Oranges)
- 2011: Hop – Osterhase oder Superstar? (Hop, Stimme von E.B.s Vater)
- 2011: Arthur Weihnachtsmann (Arthur Christmas, Stimme von Steve)
- 2012: Mr. Pip
- 2015: A World Beyond (Tomorrowland)
- 2018: Holmes & Watson
- 2019: David Copperfield – Einmal Reichtum und zurück (The Personal History of David Copperfield)

### Fernsehserien
- 1986–1989: Blackadder (14 Folgen)
- 1987–1995: A Bit of Fry & Laurie (26 Folgen)
- 1990–1993: Jeeves and Wooster – Herr und Meister (Jeeves and Wooster, 23 Folgen)
- 1998: Friends (2 Folgen)
- 2002: Spooks – Im Visier des MI5 (Spooks, 2 Folgen)
- 2003: Dr. Slippery (Fortysomething, 6 Folgen)
- 2004–2012: Dr. House (House, 177 Folgen)
- 2009: Family Guy (Folge 9x09, Stimme)
- 2010: Die Simpsons (The Simpsons, Folge 22x04, Stimme)
- 2015–2019: Veep – Die Vizepräsidentin (Veep, 20 Folgen)
- 2016: The Night Manager (6[8] Folgen)
- 2016–2017: Chance (20 Folgen)
- 2019: Catch-22 (Fernsehserie, 3 Folgen)
- 2020–2022: Avenue 5
- 2020: Roadkill
- 2022: Agatha Christie: Ein Schritt ins Leere (Why Didn’t They Ask Evans?, Miniserie, auch Drehbuch und Regie)
- 2023: Alles Licht, das wir nicht sehen (All the Light We Cannot See, Miniserie)

## Synchronisation
Im deutschen Sprachraum wird Laurie in den Fernsehserien Dr. House, Dr. Slippery und im Film Street Kings (2008) sowie in der Serie Chance von Klaus-Dieter Klebsch synchronisiert.

## Auszeichnungen
Golden Globe Awards
- 2006: in der Kategorie „Best Performance by an Actor in a Television Series“
- 2007: in der Kategorie „Best Performance by an Actor in a Television Series“
- 2017: in der Kategorie „Best Supporting Actor – Series, Miniseries or Television Film“

People’s Choice Awards
- 2008: in der Kategorie „Favorite Male TV Star“
- 2009: in der Kategorie „Favorite Male TV Star“
- 2010: in der Kategorie „Favorite TV Drama Actor“
- 2011: in der Kategorie „Favorite TV Drama Actor“
- 2011: in der Kategorie „Favorite TV Doctor“

Satellite Awards
- 2005: in der Kategorie „Outstanding Actor in a Series“
- 2006: in der Kategorie „Outstanding Actor in a Series“

Screen Actors Guild Awards
- 2007: in der Kategorie „Outstanding Performance by a Male Actor in a Drama Series“
- 2009: in der Kategorie „Outstanding Performance by a Male Actor in a Drama Series“

Television Critics Association
- 2005: in der Kategorie „Individual Achievement in Drama“
- 2006: in der Kategorie „Individual Achievement in Drama“

Teen Choice Awards
- 2007: in der Kategorie „TV Actor: Drama“

## Veröffentlichungen
- The Gun Seller.
  - Deutsche Ausgabe: Der Waffenhändler. Übersetzt von Ulrich Blumenbach. Haffmans, Zürich 1997, ISBN 3-251-00361-5.
  - Neuauflage: Bockmist. Übersetzt von Ulrich Blumenbach. Heyne, München 2008, ISBN 978-3-453-43324-3.